# Mangifera dewildei
Espèce
Statut de conservation UICN

 VU (Needs updating) D2 : Vulnérable
Mangifera dewildei est une espèce de plantes à fleurs du genre Mangifera de la famille des Anacardiaceae. Elle n'a été observée qu'à Sumatra en Indonésie.